# Philipp W. Stockhammer
Philipp Wolfgang Stockhammer (* 18. Juli 1977 in Erlangen) ist ein deutscher Prähistoriker und Archäologe. Stockhammer war von 2013 bis 2016 Privatdozent an der Universität Basel und ist seit 2016 Professor für Prähistorische Archäologie an der Ludwig-Maximilians-Universität München.

## Leben
Stockhammer besuchte das Gymnasium in Herzogenaurach, das er 1996 mit dem Abitur verließ. Ab 1997 begann er ein Studium der Ur- und Frühgeschichte, der Klassischen Archäologie sowie der Alten Geschichte an der Friedrich-Alexander-Universität Erlangen-Nürnberg. Im Juli 2003 beendete er sein Studium an der Eberhard Karls Universität Tübingen mit dem Magister artium. Das Thema seiner Magisterarbeit lautete Zur Chronologie, Verbreitung und Interpretation urnenfelderzeitlicher Vollgriffschwerter. Seine Arbeit wurde 2004 im Rahmen der Reihe Tübinger Texte als 5. Band veröffentlicht.
Von 2004 bis 2007 erhielt Stockhammer Stipendien der Gerda Henkel Stiftung und der Stiftung der Deutschen Wirtschaft für sein Dissertationsprojekt. Im Februar 2008 promovierte er unter Betreuung von Joseph Maran an der Philosophischen Fakultät der Ruprecht-Karls-Universität Heidelberg mit der Dissertationsschrift Kontinuität und Wandel. Die Keramik der Nachpalastzeit aus der Unterstadt von Tiryns zum Dr. phil. Für das Werk wurde er 2010 mit dem Walter-Witzenmann-Preis der Heidelberger Akademie der Wissenschaften ausgezeichnet. 2010 erhielt Stockhammer eine Einladung als Gastdozent an die Universidade Federal Fluminense nach Brasilien.
Im September 2013 habilitierte sich Stockhammer in Ur- und Frühgeschichte an der Philosophisch-Historischen Fakultät der Basler Universität. Noch im gleichen Jahr übernahm er als Privatdozent eine Lehrtätigkeit an der Universität Basel. 2016 folgte er dem Ruf an die Ludwig-Maximilians-Universität nach München als Professor für Prähistorische Archäologie am Institut für Vor- und Frühgeschichtliche Archäologie und Provinzialrömische Archäologie. Seine Forschungsschwerpunkte sind unter anderem die Bronze- und frühe Eisenzeit in Griechenland und in Mitteleuropa sowie die Theorie- und Methodenbildung der Archäologie.
Stockhammer ist seit Dezember 2016 Korrespondierendes Mitglied des Deutschen Archäologischen Instituts und Co-Direktor des Max-Planck-Harvard Research Center for the Archaeoscience of the Ancient Mediterranean am Max-Planck-Institut für Menschheitsgeschichte in Jena. Seit März 2017 ist er Fellow an der University of Melbourne in  Australien. 2024 wurde er zum Mitglied der Academia Europaea gewählt. Stockhammer ist Autor und Herausgeber zahlreicher Fachveröffentlichungen.

## Veröffentlichungen (Auswahl)

### Autor
- Zur Chronologie, Verbreitung und Interpretation urnenfelderzeitlicher Vollgriffschwerter. Leidorf, Rahden 2004, ISBN 978-3-89646-565-8. (Magisterarbeit)
- Kontinuität und Wandel. Die Keramik der Nachpalastzeit aus der Unterstadt von Tiryns.  Heidelberg 2008. (Dissertationsschrift) (Digitalisat.)

### Herausgeber
- Keramik jenseits von Chronologie. Leidorf, Rahden 2009, ISBN 978-3-89646-444-6.
- Conceptualizing Cultural Hybridization. A Transdisciplinary Approach. Springer, Heidelberg / Berlin, 2012, ISBN 978-3-642-21845-3.
- Materiality and Social Practice. Transformative Capacities of Intercultural Encounters. Oxbow Books, 2014, ISBN 978-1-78297-541-0.
- Lost in things. Fragen an die Welt des Materiellen. Waxmann, Münster / New York 2015, ISBN 978-3-8309-3175-1.
- The transformative power of the copy. A transcultural and interdisciplinary Approach. University Publishing, Heidelberg 2017, ISBN 978-3-946054-14-6.
- Social Dimensions of Food in the Prehistoric Balkans. Oxbow Books, 2018, ISBN 978-1-78925-080-0.